# Calliptamus italicus

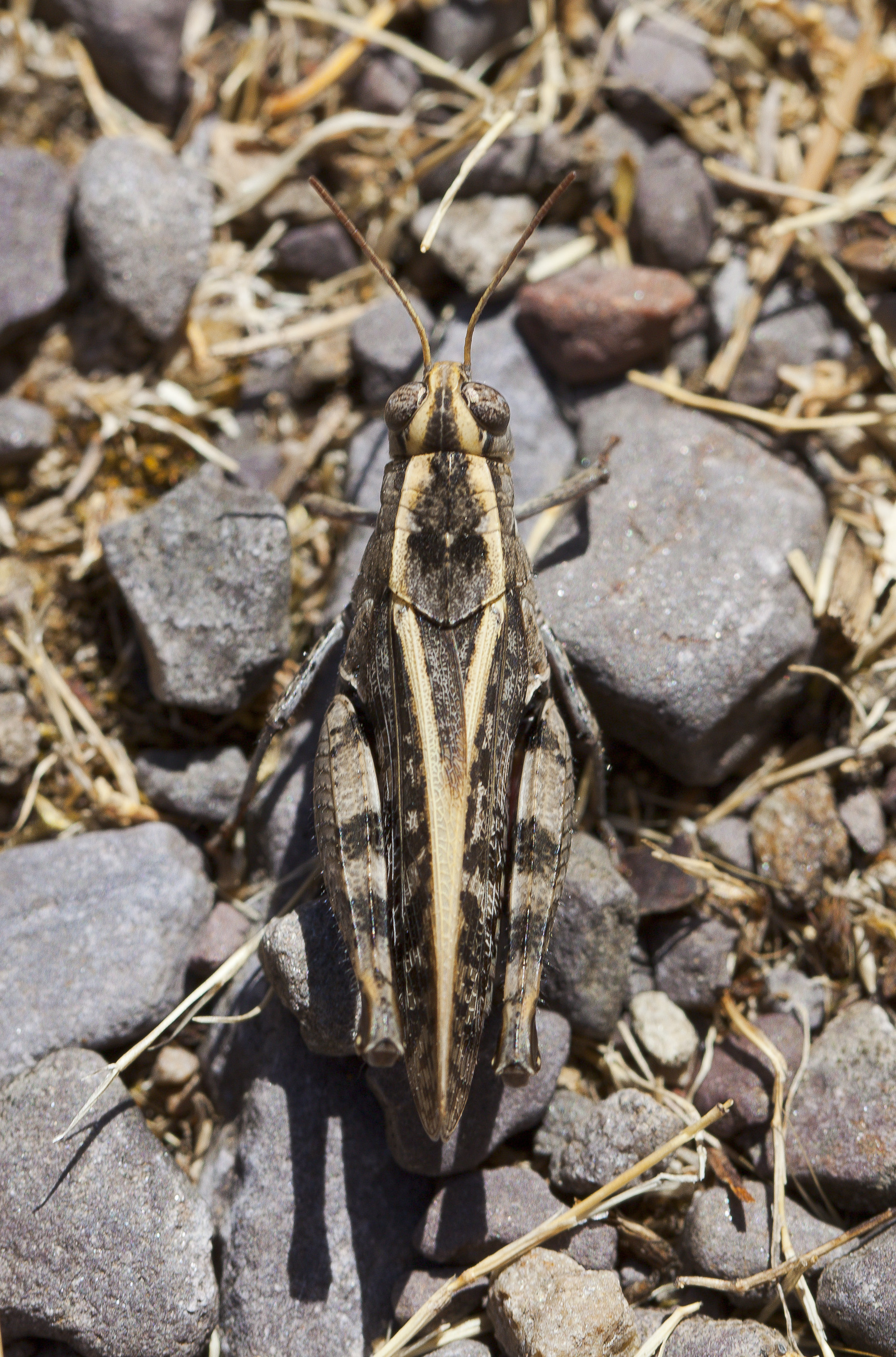
Vista dorsal

El saltamontes de campo o langosta italiana (Calliptamus italicus) es una especie de langosta del género Calliptamus perteneciente a la subfamilia Calliptaminae. Presenta un comportamiento gregario clásico con polimorfismo de fase en el hacinamiento, es decir, en poblaciones de alta densidad la morfología, comportamiento y la fisiología de la especie cambian. Cuando forman enjambres muy numerosos dadas ciertas condiciones, son consideradas plagas en cultivos de pastos, cereales y algodón. Las larvas y adultos son comestibles.

## Descripción

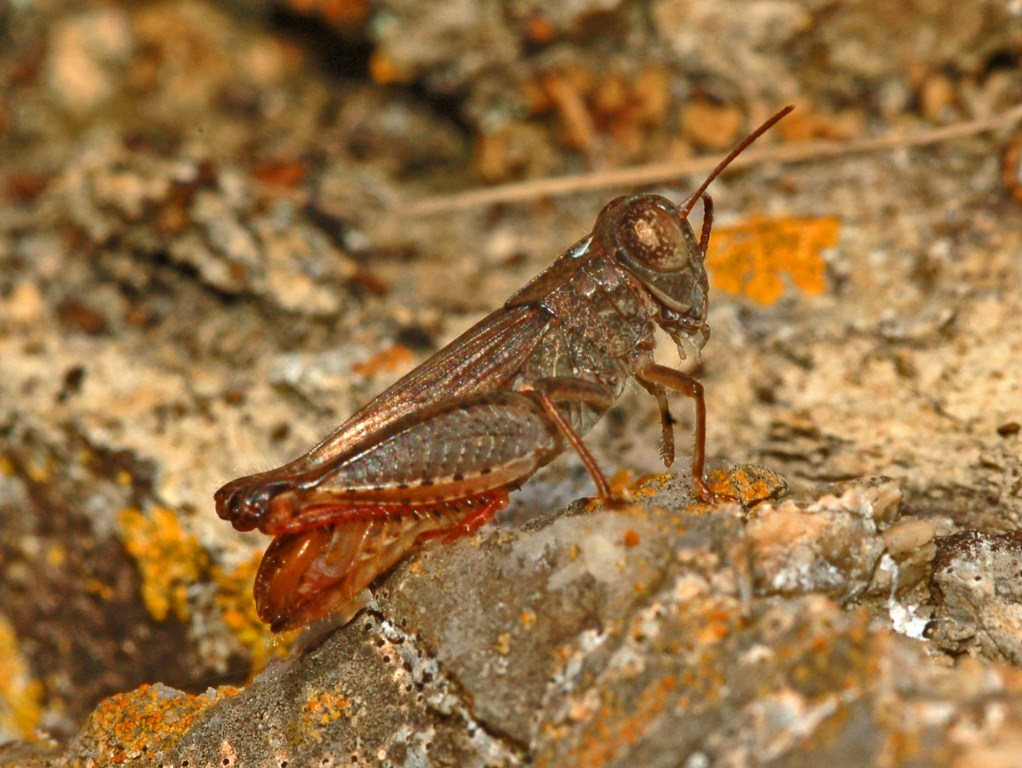
Calliptamus italicus macho

El saltamontes de campo es un saltamontes de tamaño mediano caracterizado por un dimorfismo sexual significativo. Los machos adultos crecen hasta los 14 a 26 milímetros de largo, mientras que las hembras alcanzan de 21 a 40 milímetros de longitud. Esta especie es bastante variable en tamaño y color. La coloración básica del cuerpo varía de gris a marrón rojizo. Las alas tienen una coloración rojiza o rosada característica, más visible cuando el insecto está en vuelo. Es bastante evidente la membrana dilatadora de la placa subgenital de los machos.

### Comportamiento
Un estudio del biólogo alemán Albrecht Faber de 1953 demostró que en esta especie la producción de sonido en sus canciones ordinarias, de cortejo o de estrés, se debe a la fricción mandibular que puede ir acompañada de movimientos convulsivos del fémur posterior.

## Distribución y hábitat
El saltamontes de campo es nativo de las estepas de Asia Central. Su área de distribución se extiende desde el norte de África y los países que bordean el mar Mediterráneo hasta Europa Central, Asia Central, Mongolia, China y Siberia occidental. De las especies del género Calliptamus, es la más septentrional, pudiendo llegar a los alrededores de París. Es una especie común en la península ibérica.
Estos saltamontes se pueden encontrar de julio a octubre. Prosperan en hábitats cálidos y secos con una cubierta vegetal escasa como pastizales y estepas rocosas, antiguas canteras, hoyos de grava, áreas cubiertas de rocas junto a ríos, dunas de arena y barbechos.

## Ecología

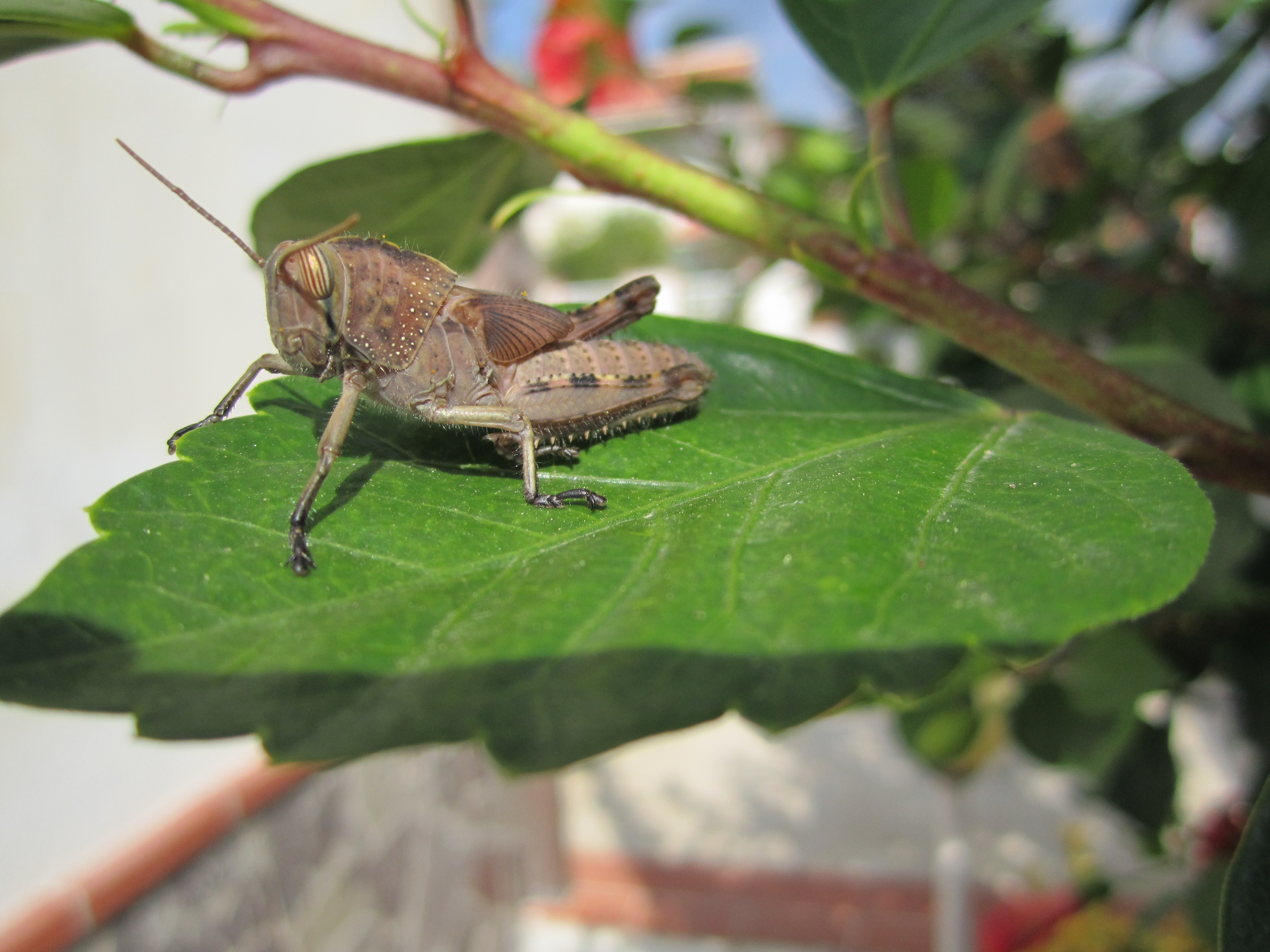
Calliptamus italicus juvenil

C. italicus es una especie polífaga, capaz de alimentarse de varias plantas silvestres, pero también de cultivos, especialmente leguminosas. La alfalfa (Medicago sativa) se encuentra entre las especies preferidas por los saltamontes juveniles, pero se han reportado casos esporádicos de infestación en granos y vides. Se alimenta de una gran variedad de plantas de las familias Asteraceae, Chenopodiaceae y Poaceae.

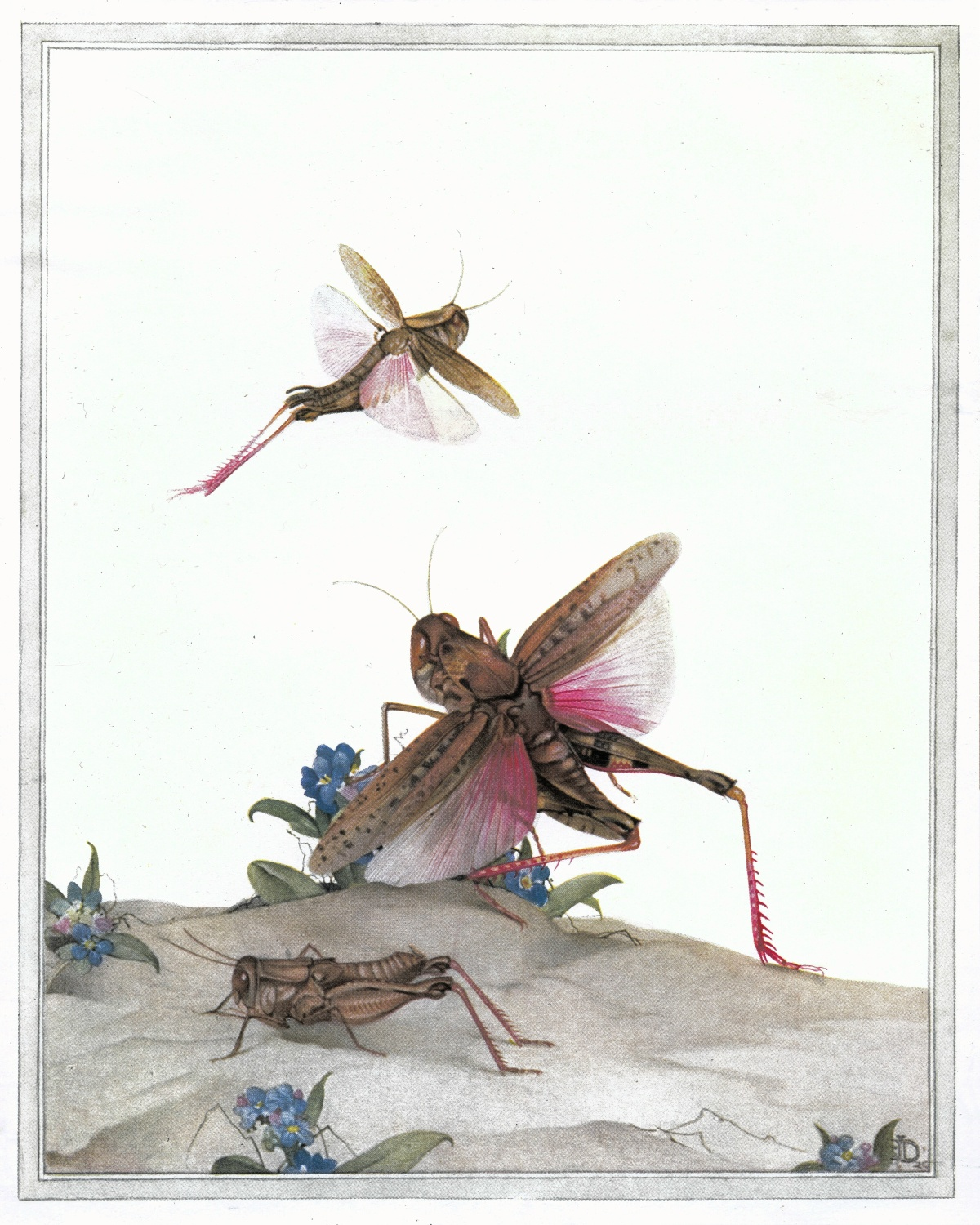
«La langosta italiana, después de haberse medio enterrado laboriosamente en la arena, pone sus huevos allí e inmediatamente se aleja», Fabre's book of insects (1921).

Su ciclo de vida dura un año. La puesta de huevos se lleva a cabo desde fines de agosto hasta principios de septiembre, generalmente en áreas rocosas expuestas al sur. La hembra pone huevos en el suelo dentro de una ooteca que puede contener de 25 a 55 huevos envueltos en una secreción esponjosa. La aparición de las larvas tiene lugar desde mayo a junio; los primeros adultos aparecen en julio.
En ciertas circunstancias, esta especie puede desarrollar una tendencia al gregarismo con la formación de bandas muy numerosas, potencialmente dañinos para los cultivos. Normalmente ocurren en bajas densidades en pastizales dispersos no perturbados, desapareciendo cuando se cultiva la tierra. Ocurren en altas densidades en tierras no cultivadas que son invadidas por Artemisia, y en pastos sobrepastoreados con malezas y suelo desnudo; en estas condiciones, puede volverse gregario y formar enjambres de langostas. Después de la disolución de la ex Unión Soviética en 1991, muchas tierras agrícolas quedaron sin cultivar. Esto generó las condiciones ideales para que la langosta italiana se reprodujera y creciera en número. En Kazajistán, por ejemplo, ocurrió una devastadora plaga de langostas entre 1998 y 2001.

## Taxonomía

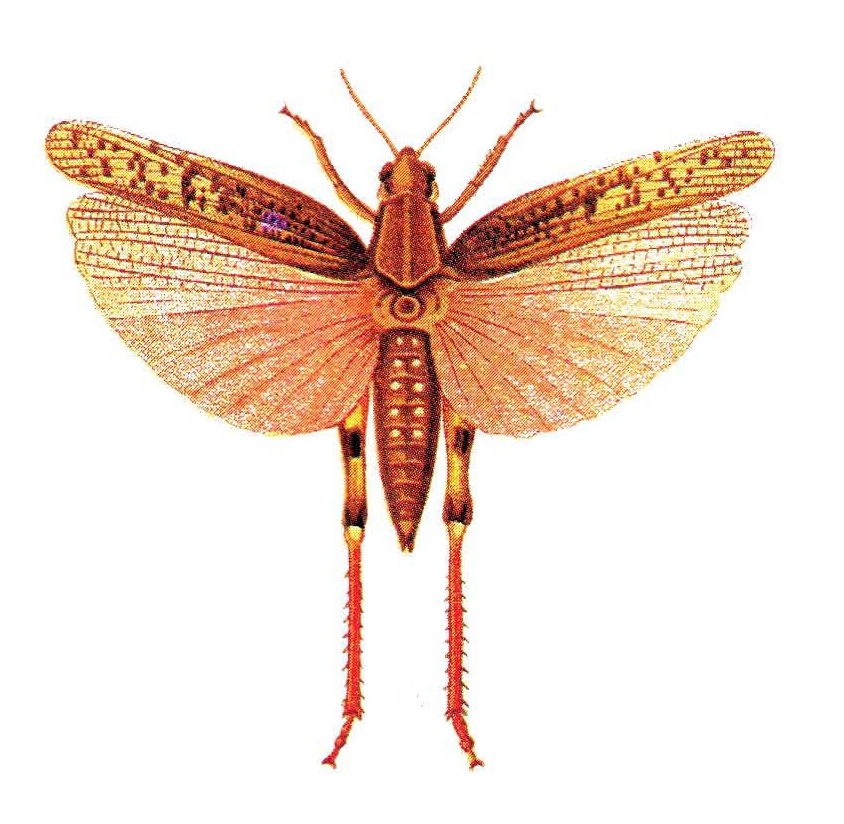
Ilustración de Calliptamus italicus, en el Brockhaus and Efron Encyclopedic Dictionary.

La especie fue descrita por primera vez como Gryllus italicus por Carlos Linneo en 1758 y publicada en Systema naturæ t. 1, 432. Años más tarde, el entomólogo francés Jean-Guillaume Audinet-Serville describió por primera vez al género Calliptamus en 1831, estableciendo como especie tipo a G. italicus. De acuerdo a esa asignación, la nomenclatura binomial para la especie quedó establecida en Calliptamus italicus Linneo, 1758.
Las siguientes subespecies pertenecen a la especie Calliptamus italicus:
- Calliptamus italicus albotibialis Nedelkov, 1907[14]

- Calliptamus italicus italicus (Linnaeus, 1758)[15]

## Estado de conservación
Está incluida en la Lista Roja de la UICN como una especie de preocupación menor de acuerdo a la evaluación por Hochkirch et al. en 2016.

## Relación con el hombre
Es considerada una plaga de pastos, cereales y algodón. La langosta italiana se ha convertido en la más común y dañina de las plagas de plantas en Kazajistán, invadiendo regularmente millones de hectáreas y causando daños a los cultivos de gran importancia económica. En 1999, Calliptamus italicus fue introducida desde Kazajistán y Rusia a la región de Sinkiang en China. Eso posteriormente dañó aproximadamente 2 millones de hectáreas entre 2000 y 2007 en esa provincia.
Estudios del 2002 en Kazajistán determinaron que el uso de Confidor de Bayer, que contiene imidacloprid, tiene una efectividad contra C. italicus casi del 90%. El imidacloprid es un insecticida sistémico que de acuerdo a varios estudios afecta de manera negativa a los polinizadores (aves, abejas, abejorros) y está asociado al síndrome de colapso de las colonias.
Las larvas y adultos de C. italicus son alimentos en China.